# Associazione Calcio La Dominante 1928-1929
Questa voce raccoglie le informazioni riguardanti la Associazione Calcio La Dominante nelle competizioni ufficiali della stagione 1928-1929.

## Stagione
La Dominante, creata nel 1927, prende parte per la seconda volta nella sua storia a un torneo di massima serie: nella stagione 1928-1929 disputa il girone A del campionato di Divisione Nazionale. Per l'ultima stagione la massima serie è divisa in gironi, dalla prossima sarà per sempre a girone unico.
Il torneo, concluso al 10º posto con 23 punti, determina la retrocessione nella Serie B 1929-1930, primo torneo di seconda serie a girone unico. Solo le prime otto di ogni girone danno vita alla nuova Serie A a girone unico. Il girone A è stato vinto nettamente con 48 punti dal Torino, che nelle finali scudetto non riesce a confermarsi campione, cedendo al Bologna, che vince il suo secondo scudetto. 
A Cornigliano arriva un nuovo tecnico austriaco Rudolf Stanzel e la Dominante non riesce a compiere il miracolo di poter partecipare alla prima Serie A, al termine del torneo l'obiettivo è stato mancato per sette punti, infatti il Padova con 30 punti si è piazzato in ottava posizione, prendendosi l'ultimo posto disponibile, ma decisive per l'andamento del campionato della Dominante, sono state le ultime quattro sconfitte consecutive, compreso lo (0-3) subito con i patavini.

## Divise
| Casa | Trasferta |

## Rosa
| N. |                   | Ruolo | Calciatore          |
| -- | ----------------- | ----- | ------------------- |
|    | Italia (bandiera) | P     | Tullio Bonadeo      |
|    | Italia (bandiera) | P     | Giuseppe Chittolina |
|    | Italia (bandiera) | P     | Mario Losi          |
|    | Italia (bandiera) | D     | Riccardo Baucer     |
|    | Italia (bandiera) | D     | Delfo Bellini       |
|    | Italia (bandiera) | D     | Luigi Cambiaso      |
|    | Italia (bandiera) | D     | Francesco Cibrario  |
|    | Italia (bandiera) | D     | Ignazio Lulich      |
|    | Italia (bandiera) | D     | Daniele Moruzzi     |
|    | Italia (bandiera) | D     | Mario Tortarolo     |
|    | Italia (bandiera) | C     | Ercole Carzino ()   |
|    | Italia (bandiera) | C     | Adolfo Cornazzani   |
|    | Italia (bandiera) | C     | Ettore Fontana      |

| N. |                   | Ruolo | Calciatore       |
| -- | ----------------- | ----- | ---------------- |
|    | Italia (bandiera) | C     | Gaetano Montaldo |
|    | Italia (bandiera) | C     | Luigi Scappini   |
|    | Italia (bandiera) | A     | Carletto Bruno   |
|    | Italia (bandiera) | A     | Egidio Casazza   |
|    | Italia (bandiera) | A     | Elios Del Ponte  |
|    | Italia (bandiera) | A     | Giuseppe Grabbi  |
|    | Italia (bandiera) | A     | Adolfo Mandosso  |
|    | Italia (bandiera) | A     | Giacomo Mura     |
|    | Italia (bandiera) | A     | Francesco Pescia |
|    | Italia (bandiera) | A     | Luigi Poggi      |
|    | Italia (bandiera) | A     | Giuseppe Raggio  |
|    | Italia (bandiera) | A     | Giacomo Repetto  |
|    | Italia (bandiera) | A     | Giorgio Rossi    |

## Risultati

### Divisione Nazionale - girone A

#### Girone di andata
| Arbitro: | Giulini (Lodi) |

|                                                                    |           |            |
| G. Rossetti 28’, 38’, 58’, 73’ Libonatti 31’, 72’ Vezzani 39’, 63’ | Marcatori | 61’ Raggio |

| Arbitro: | Sganzetta (Torino) |

|  |           |            |
|  | Marcatori | 59’ Raggio |

| Arbitro: | Ferro (Milano) |

|                                                           |           |                         |
| Fontana 30’ (rig.) Moruzzi 36’ L. Poggi 60’ Del Ponte 79’ | Marcatori | 14’ Mariani 53’ Marucco |

| Arbitro: | Guarnieri (Milano) |

|                   |           |              |
| Ossoinach 1’, 26’ | Marcatori | 6’ Del Ponte |

| Arbitro: | Osti (Ferrara) |

|                                                                            |           |              |
| Alberti 11’ Palandri 27’ Maini 28’, 85’ Magnozzi 34’, 47’, 64’ Giraldi 36’ | Marcatori | 89’ L. Poggi |

| Arbitro: | Sganzetta (Torino) |

|              |           |  |
| G. Rossi 31’ | Marcatori |  |

| Cornigliano 18 novembre 1928 7ª giornata | La Dominante   | 0 – 0 | Modena | Stadio del Littorio\| Arbitro: \| Osti (Ferrara) \| |
| Arbitro:                                 | Osti (Ferrara) |       |        |                                                     |

| Arbitro: | Ferro (Milano) |

|             |           |                         |
| Fontana 18’ | Marcatori | 63’ Volk 82’ Bernardini |

| Arbitro: | Medica (Bologna) |

|                 |           |               |
| Migliavacca 51’ | Marcatori | 49’ Del Ponte |

| Arbitro: | Giorgi (Milano) |

|                     |           |  |
| Grabbi 42’ Mura 53’ | Marcatori |  |

| Arbitro: | A. Gama (Milano) |

|                             |           |  |
| Buschi 7’ Perani 88’ (rig.) | Marcatori |  |

| Arbitro: | Osti (Ferrara) |

|  |           |                                |
|  | Marcatori | 73’ D. Gay 82’ G. Santagostino |

| Arbitro: | Casetta (Milano) |

|  |           |             |
|  | Marcatori | 81’ Gandini |

| Padova 13 gennaio 1929 14ª giornata | Padova           | 0 – 0 |  | Stadio Silvio Appiani\| Arbitro: \| Galassi (Torino) \| |
| Arbitro:                            | Galassi (Torino) |       |  |                                                         |

| Arbitro: | Bruna (Venezia) |

|                     |           |                              |
| C. Colombo 37’, 39’ | Marcatori | 30’, 60’ Cambiaso 88’ Pescia |

#### Girone di ritorno
| Arbitro: | Scarpi (Dolo) |

|                    |           |             |
| Fontana 82’ (rig.) | Marcatori | 37’ Masetto |

| Arbitro: | Galassi (Torino) |

|                            |           |                         |
| Montaldo 1’ Bruno 58’, 69’ | Marcatori | 9’ Pagani 55’ It. Rossi |

| Novara 17 febbraio 1929 18ª giornata | Novara           | 0 – 0 | La Dominante | Campo di via Lombroso\| Arbitro: \| Mangano (Milano) \| |
| Arbitro:                             | Mangano (Milano) |       |              |                                                         |

| Arbitro: | Medica (Bologna) |

|                                     |           |                         |
| L. Poggi 8’ Pescia 13’ G. Rossi 62’ | Marcatori | 13’ Ossoinach 65’ Bosio |

| Arbitro: | Guarnieri (Milano) |

|                        |           |  |
| L. Poggi 80’ Bruno 83’ | Marcatori |  |

| Arbitro: | Rovida (Milano) |

|                                  |           |                           |
| Costantino 19’, 47’ Rastelli 28’ | Marcatori | 24’ L. Poggi 45’ G. Rossi |

| Arbitro: | Bonello (Venezia) |

|             |           |  |
| Bottaro 16’ | Marcatori |  |

| Arbitro: | U. Gama (Milano) |

|                                  |           |             |
| Volk 22’ Fasanelli 50’ Chini 82’ | Marcatori | 56’ Carzino |

| Arbitro: | A. Gama (Milano) |

|                     |           |                      |
| Bruno 4’ Pescia 34’ | Marcatori | 32’ Orcesi 89’ Zanni |

| Arbitro: | Casetta (Torino) |

|                                                 |           |                    |
| Pasinati 10’, 89’ Povero 30’ Ostromann 43’, 88’ | Marcatori | 60’ (rig.) Bellini |

| Arbitro: | Osti (Ferrara) |

|                         |           |                           |
| L. Poggi 63’ Raggio 75’ | Marcatori | 8’ Simonetti 53’ Cornolti |

| Arbitro: | Scarpi (Dolo) |

|                                                                     |           |                      |
| Torriani 6’ G. Santagostino 20’, 24’ Aigotti 79’ Bellini 82’ (aut.) | Marcatori | 4’ Losi 34’ L. Poggi |

| Arbitro: | Malagodi (Ferrara) |

|                                                |           |  |
| Lauro 20’ Soliano 35’ Marchina 70’ Borelli 88’ | Marcatori |  |

| Arbitro: | Caironi (Milano) |

|  |           |                                               |
|  | Marcatori | 61’ G. Monti 80’ Vecchina 88’ (rig.) Prendato |

| Arbitro: | Asei Conte (Vercelli) |

|                                     |           |                                                    |
| Bruno 58’ L. Poggi 60’ Montaldo 77’ | Marcatori | 3’, 29’ Bonivento 59’ A. Gregar 79’, 84’ V. Crosta |

## Statistiche

### Statistiche di squadra
| Competizione        | Punti | Totale | Totale | Totale | Totale | Totale | Totale |
| Competizione        | Punti | G      | V      | N      | P      | Gf     | Gs     |
| ------------------- | ----- | ------ | ------ | ------ | ------ | ------ | ------ |
| Divisione Nazionale | 23    | 30     | 8      | 7      | 15     | 38     | 68     |
| Totale              | 23    | 30     | 8      | 7      | 15     | 38     | 68     |